# أيس بوكس شامبرلين
أيس بوكس شامبرلين (بالإنجليزية: Ice Box Chamberlain)‏ هو لاعب كرة قاعدة أمريكي، ولد في 5 نوفمبر 1867 في بوفالو في الولايات المتحدة، وتوفي في 22 سبتمبر 1929 في بالتيمور في الولايات المتحدة.

## وصلات خارجية
- أيس بوكس شامبرلين على موقعبيزبول رفرنس.كوم (الدوري الرئيسي) (الإنجليزية)
- أيس بوكس شامبرلين على موقعبيزبول رفرنس.كوم (الدوري الثانوي) (الإنجليزية)
- أيس بوكس شامبرلين على موقع جمعية أبحاث البيسبول الأمريكية (الإنجليزية)